# Starksia leucovitta
Starksia leucovitta är en fiskart som beskrevs av Williams och Mounts 2003. Starksia leucovitta ingår i släktet Starksia och familjen Labrisomidae. IUCN kategoriserar arten globalt som livskraftig. Inga underarter finns listade i Catalogue of Life.